# Úrvalsdeild 2009
La Úrvalsdeild 2009 (anche nota come Pepsideild per ragioni di sponsor) è stata la 98ª edizione del massimo campionato islandese di calcio disputata tra il 10 maggio e il 26 settembre 2009 e conclusa con la vittoria del FH al suo quinto titolo e secondo consecutivo.
Capocannoniere del torneo fu Björgólfur Hideaki Takefusa (KR) con 16 reti.

## Stagione

### Novità
A seguito della retrocessione dell'HK Kópavogur e dell'ÍA Akranes nel 2008, i loro posti sono stati presi dai primi due classificati della seconda divisione islandese, l'ÍBV e lo Stjarnan.

### Formula
Come nella passata stagione le squadre partecipanti furono dodici e si incontrarono in un turno di andata e ritorno per un totale di ventidue partite.
Le ultime due classificate retrocedettero in 1. deild karla.
Le squadre qualificate alle coppe europee furono quattro: i campioni alla UEFA Champions League 2010-2011 mentre la seconda, la terza e il vincitore della coppa nazionale alla UEFA Europa League 2010-2011.

## Squadre partecipanti
| Club             | Città          | Stadio | Posizione 2008     |
| ---------------- | -------------- | ------ | ------------------ |
| Fylkir           | Reykjavík      |        | 9°                 |
| Fram Reykjavík   | Reykjavík      |        | 3°                 |
| FH Hafnarfjörður | Hafnarfjörður  |        | Campione d'Islanda |
| KR Reykjavík     | Reykjavík      |        | 4°                 |
| Stjarnan         | Garðabær       |        | 1. deild           |
| Valur            | Reykjavík      |        | 5°                 |
| ÍBV Vestmannæyja | Vestmannaeyjar |        | 1. deild           |
| Keflavík         | Keflavík       |        | 2°                 |
| Breiðablik       | Kópavogur      |        | 8°                 |
| Fjölnir          | Reykjavík      |        | 6°                 |
| Grindavík        | Grindavík      |        | 7°                 |
| Þróttur          | Reykjavík      |        | 10°                |

## Classifica finale
|                    | Pos. | Squadra          | Pt | G  | V  | N | P  | GF | GS | DR  |
| ------------------ | ---- | ---------------- | -- | -- | -- | - | -- | -- | -- | --- |
| Islanda (bandiera) | 1.   | FH Hafnarfjörður | 58 | 22 | 16 | 3 | 3  | 56 | 21 | +35 |
|                    | 2.   | KR Reykjavík     | 56 | 22 | 15 | 3 | 4  | 58 | 31 | +27 |
|                    | 3.   | Fylkir           | 36 | 22 | 13 | 4 | 5  | 41 | 26 | +15 |
|                    | 4.   | Fram Reykjavík   | 36 | 22 | 10 | 4 | 8  | 40 | 32 | +8  |
|                    | 5.   | Breiðablik       | 33 | 22 | 10 | 4 | 8  | 38 | 33 | +5  |
|                    | 6.   | Keflavík         | 30 | 22 | 8  | 9 | 5  | 38 | 37 | +1  |
|                    | 7.   | Stjarnan         | 29 | 22 | 7  | 5 | 10 | 45 | 44 | +1  |
|                    | 8.   | Valur            | 29 | 22 | 7  | 4 | 11 | 26 | 43 | -17 |
|                    | 9.   | Grindavík        | 27 | 22 | 6  | 4 | 12 | 34 | 44 | -10 |
|                    | 10.  | ÍBV Vestmannæyja | 26 | 22 | 6  | 4 | 12 | 24 | 45 | -21 |
|                    | 11.  | Þróttur          | 21 | 22 | 4  | 4 | 14 | 23 | 48 | -25 |
|                    | 12.  | Fjölnir          | 18 | 22 | 3  | 6 | 13 | 27 | 47 | -20 |

Legenda:

      Campione d'Islanda e ammesso alla UEFA Champions League
      Ammesso alla UEFA Europa League
      Retrocesso in 1. deild karla
Note:

Tre punti a vittoria, uno a pareggio, zero a sconfitta.

### Verdetti
- FH Hafnarfjörður Campione d'Islanda 2008 e qualificato alla UEFA Champions League
- Breiðablik,  KR Reykjavík e  Fylkir qualificati alla Coppa UEFA Europa League
- Þróttur e  Fjölnir retrocesse in 1. deild karla.

### Classifica marcatori
| Gol |  |  | Giocatore                   | Squadra          |
| --- |  |  | --------------------------- | ---------------- |
| 16  |  |  | Björgólfur Hideaki Takefusa | KR Reykjavík     |
| 14  |  |  | Atli Viðar Björnsson        | FH Hafnarfjörður |
| 13  |  |  | Alfreð Finnbogason          | Breiðablik       |
| 11  |  |  | Gilles Mbang Ondo           | Grindavík        |
| 10  |  |  | Matthías Vilhjálmsson       | FH Hafnarfjörður |
| 9   |  |  | Arnar Már Björgvinsson      | Stjarnan         |
| 9   |  |  | Albert Brynjar Ingason      | Fylkir           |
| 8   |  |  | Gunnar Örn Jónsson          | KR Reykjavík     |
| 8   |  |  | Kristinn Steindórsson       | Breiðablik       |